# Генисаретский, Олег Игоревич
Оле́г И́горевич Генисаре́тский (28 февраля 1942, Ковров — 11 мая 2022) — советский и российский искусствовед, философ, общественный деятель. Доктор искусствоведения, теоретик дизайна.

## Биография
Окончил МИФИ (факультет электронно-вычислительных устройств и средств автоматики) в 1964 году. Слушал на механико-математическом факультете МГУ лекции С. А. Яблонской и А. С. Есенина-Вольпина по математической логике и основаниям математики.
В 1963—1976 годах — участник семинаров Московского методологического кружка наряду с Г. П. Щедровицким, Н. Г. Алексеевым, В. Я. Дубровским, В. А. Лефевром, А. Г. Раппапортом, Ю. В. Рождественским, В. М. Розиным, В. Н. Садовским, Б. В. Сазоновым, В. С. Швыревым, Э. Г. Юдиным, П. П. Мамонтовым и др.
Автор ряда работ, входящих в канонический корпус текстов системодеятельностной методологии.
В середине 1960-х — середине 1970-х годов работал во ВНИИТЭ (вместе с Г. П. Щедровицким), Центральной экспериментальной студии Союза художников СССР («в кругу В. Л. Глазычева, И. Н. Голомштока, А. А. Дорогова, Л. В. Жадовой, К. М. Кантора, Е. А. Розенблюма, В. Ф. Сидоренко, Е. В. Черневич и других энтузиастов возрождения дизайна в СССР»). В 1970 году представил к защите кандидатскую диссертацию по философским наукам «Опыт системного исследования социологического понятия культуры», отклонённую ВАКом «за нарушение ленинского принципа партийности».
С начала 1970-х годов входит в круг Александра Меня, исследует русскую религиозно-философскую проблематику, изучает наследие свящ. Павла Флоренского. Общается с религиозным мыслителем Евгением Шифферсом. В это время одним из источников заработка Олега Генисаретского становится работа в летних бригадах, занимающихся ремонтом старых церквей в Подмосковье.
В 1989 году защищает кандидатскую («Проблемы исследования и развития проектной культуры дизайна»), а в 1992 — докторскую («Методологические и гуманитарно-художественные проблемы дизайна») диссертации по искусствоведению.
С 1989 по 2001 год — научный руководитель Культурно-экологической акции «Возрождение» и Конгресса «Культура и будущее России» при Союзе кинематографистов РФ.
В 1993—2005 годах руководил сектором психопрактик сознания и культуры Института человека РАН, с 2005 года — главный научный сотрудник Института философии, заместитель директора института по развитию.
1 апреля 2004 года прочитал лекцию «Проект и традиция в России» − вторую в серии Публичных лекций «Полит. Ру».
С 2005 года - Учредитель и Член Общественного Совета Внешторгклуба.
7 июня 2008 года прочитал лекцию «Синергийная антропология и современность: понимание „человека политического“ с позиции русской школы» — в межвузовской «Школе политической антропологии» академика Ю. В. Громыко.
Вместе с О. Б. Алексеевым являлся ведущим передачи «Радиоклуб „Говоря говорим“» на радио «Финам FM». Консультировал гуманитарный журнал "60 параллель", где были опубликованы его эссе и несколько интервью.
Скончался 11 мая 2022 года на 81-м году жизни. Похоронен в Коломенском районе Московской области.

### Книги
- Генисаретский О. И. Экология культуры. Теоретические и проектные проблемы. — М., 1991. — 153 с.
- Генисаретский О. И. Поводы и намеки. — М., 1993.
- Генисаретский О. И. Упражнения в сути дела. — М., 1993.
- Генисаретский О. И. Дизайн и культура. — М., 1994.
- Генисаретский О. И. Культурно-антропологическая перспектива. — М., 1995. — 215 с.
- Генисаретский О. И., Давид Зильберман. О возможности философии. — М., 2003.
- Генисаретский О. И. Навигатор: методологические продолжения и расширения. — М., 2003.
- К 70-летию О. И. Генисаретского [Текст] : [сборник] / [отв. редакторы А. А. Пископпель, В. Р. Рокитянский, Л. П. Щедровицкий]. — М.: Наследие ММК, 2012. — 549 с. — ISBN 978-5-98808-015-2.

### Статьи
См. Публикации